# Europastraße 86
Die Europastraße 86 (kurz: E 86) ist eine von West nach Ost verlaufende Europastraße und führt in Griechenland von Krystallopigi über Florina, Vevi bzw. Meliti, Edessa, Skydra, Giannitsa und Chalkidona nach Gefyra, dort geht sie in die Europastraße 75 bzw. Europastraße 90 über. Östlich von Florina wird die E 86 von der Europastraße 65 gekreuzt. Die Europastraße ist rund 200 km lang.
Die Europastraße durchquert das griechische Makedonien (West- und Zentralmakedonien). Der Verlauf entspricht weitgehend Nationalstraße 2 und der Nationalstraße 3 in Griechenland. 
Der Ausbaustandard entspricht nicht überall den Vorgaben des AGR (European Agreement On Main International Traffic Arteries), der rechtlichen Grundlage des Europastraßennetzwerks.